# 愛媛亜熱帯植物園
愛媛亜熱帯植物園（えひめあねったいしょくぶつえん）は、愛媛県松前町にあった椰子林及び植物園。園長は設立者でもある窪田義直。
植物園自然保護国際機構（BGCI）による認証コード、およびハーバリウムのイニシャルはMASAK 。

## 概要
植物は特にヤシ科に特化していた。ワシントンヤシやカナリーヤシなど約70種類のヤシ科の植物が植えられており、このほかに約56種の亜熱帯植物も生育していた。園内のヤシ類は、カナリーヤシなどのほか、ビロウ、ヤタイヤシ、クロツグ、パルメットなどが植栽されていた。また、熱帯の花木では，アメリカデイゴ、オキナワデイゴなどが混植されていた。
入口の右側には、窪田義直が植物園設立に関して妻・雅子の協力に感謝の気持ちを表して設置した記念石碑「設置功労者窪田マサ子之碑」があった。

## 歴史

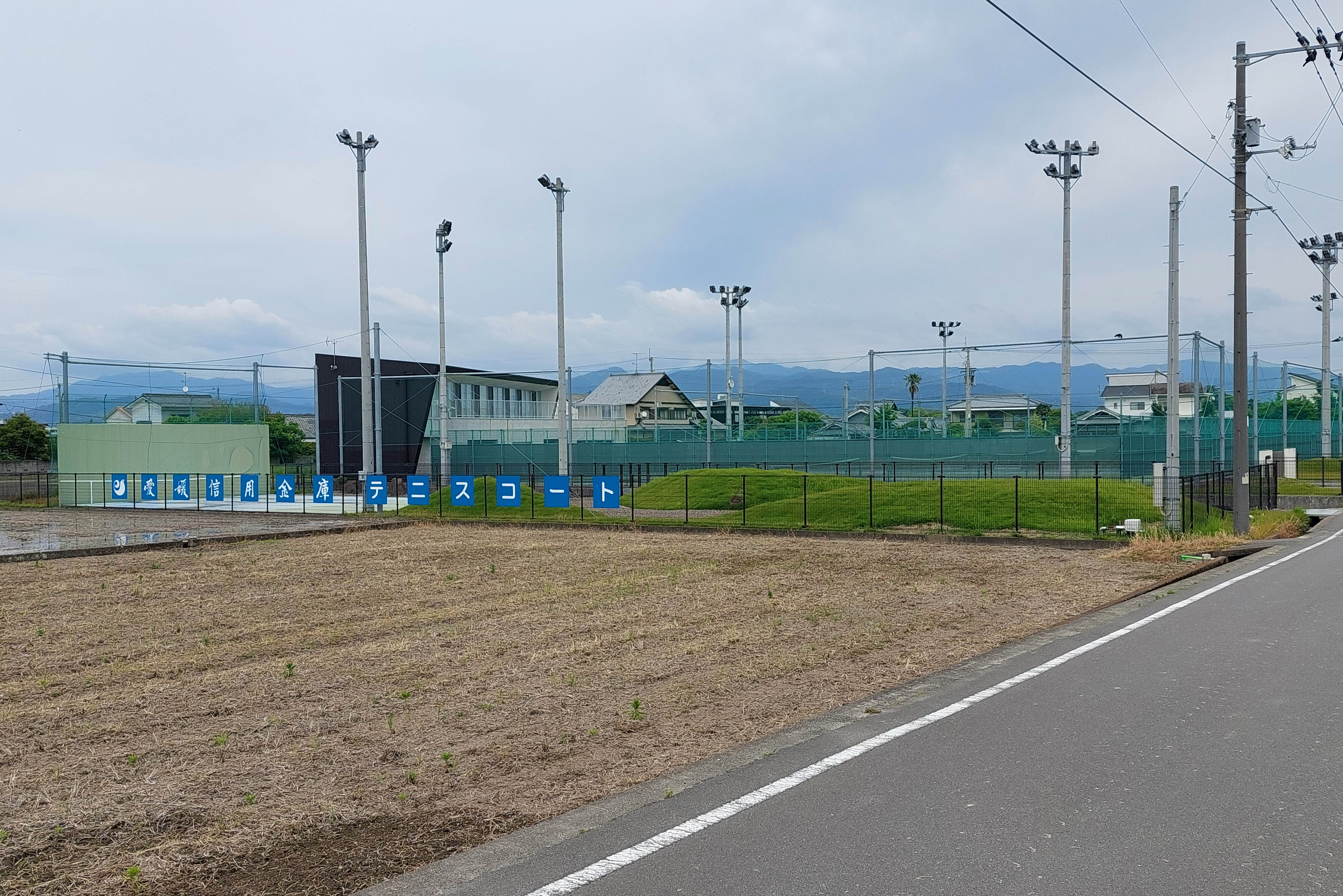
植物園跡地（2024年）

私立の植物園で、設立者の窪田義直は1933年（昭和8年）頃に農家の庭先で目に留まったヤシを分穣してもらい、自邸内に植えたことをきっかけにヤシ類の収集を始めた。
1960年（昭和35年）に愛媛県から学術研究及び観光用に認められ、県指定の亜熱帯植物園と名を改めた（それまでは窪田ヤシ園と称していた）。
1969年（昭和44年）には博物館法第29条に規定する博物館に相当する施設として文部大臣（当時）より指定を受け、日本植物園協会の正会員にもなった。
愛媛県報によると愛媛県教育委員会告示第9号により2005年（平成17年）10月14日付で博物館に相当する施設の指定を取り消されている。
2007年時点では管理がされておらず、草木が無造作に生い茂っている。Google ストリートビューでは、2014年1月時点ではヤシが生えていることが確認できるが、その後すべて伐採され愛媛信用金庫のテニスコートが跡地に建設された。

## 所在地
- 愛媛県伊予郡松前町中川原928[4]